# Brendan Kavanagh
Brendan Kavanagh (* 5. Oktober 1967 in London), auch bekannt als Dr. K., ist ein zeitgenössischer britischer Pianist, YouTuber und Klavierlehrer irischer Abstammung, der sich auf das Spielen von Boogie-Woogie spezialisiert hat. Neben Klavier spielt er auch Pianoakkordeon, letzteres mit Schwerpunkt auf traditionellen irischen Melodien.

## Leben

### Ausbildung und früheres Berufsleben
Brendan Kavanagh interessierte sich schon als kleines Kind für das Klavierspiel. Als er etwa sieben Jahre alt war, brachte sein Vater, ein Stuckateur aus dem County Cork, von einer Baustelle ein dort zurückgelassenes altes Klavier mit nach Hause. Von da an erhielt der Sohn Klavierunterricht. Etwa im Alter von 17 Jahren kam Kavanagh zum ersten Mal mit dem Boogie-Woogie in Berührung, als in der Sendung The Tube Jools Holland das Genre vorstellte. Er spielte in verschiedenen Bands und lernte als Teenager Hammy Howell kennen, der ihm drei oder vier Boogie-Woogie-Unterrichtsstunden erteilte. Später dokumentierte Kavanagh Hammy's Boogie in seinen Badass Boogie Bundles. Als wichtigstes Vorbild nannte er aber Albert Ammons.

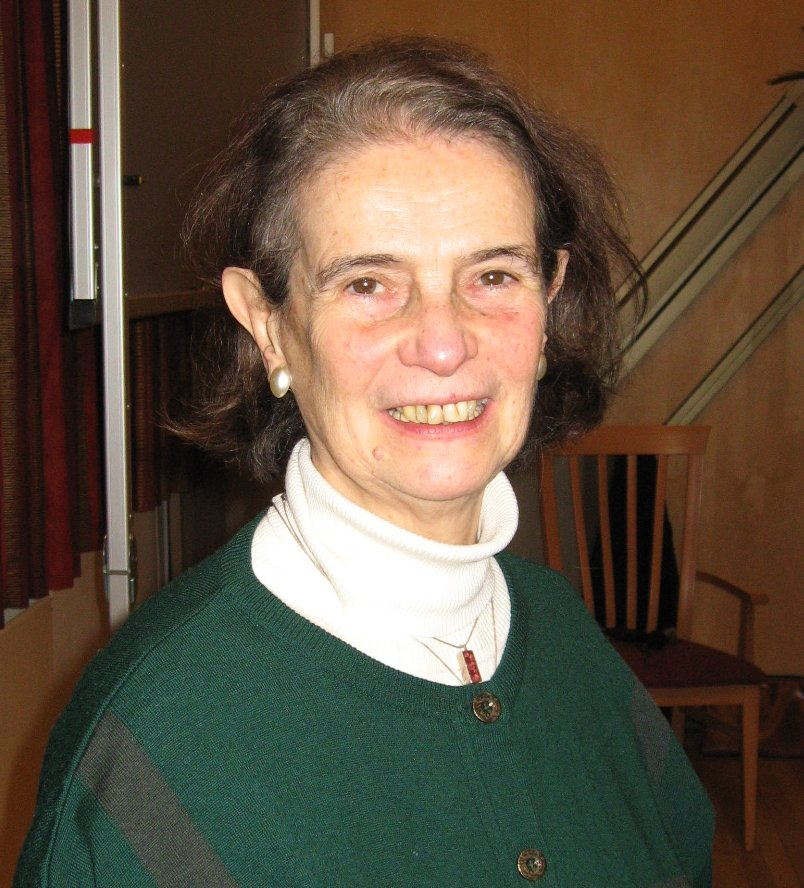
Nelly Ben-Or im Jahr 2008

Als junger Mann wurde Kavanagh etwa ein Jahr lang im klassischen Klavierspiel privat von Nelly Ben-Or unterrichtet, die an der Guildhall School of Music and Drama lehrte, ihm, was er „cool“ fand, auf ihrem Flügel auch Boogie-Woogie zu spielen erlaubte und ihn mittels der Alexander-Technik von Schmerzen befreite, die er sich durch zu intensives Üben zugezogen hatte.
Nachdem er 1986 seine Schulzeit am St. Aloysius’ College in Highgate abgeschlossen hatte, zog Kavanagh mit seinen Eltern ins County Kerry. Fünf Jahre lang spielte er in irischen Bands Folk und Country-Musik, ehe er 1991 ein Studium aufnahm. Er erwarb 1994 an der Middlesex University seinen BA in Englisch mit „first class honours“. 1995 erhielt er seinen MA in anglo-irischer Literatur und Drama am University College Dublin. Danach absolvierte er am University College Cork bis 1996 eine pädagogische Ausbildung und erwarb das Higher Diploma in Education. Anschließend arbeitete er einige Jahre lang in Cork als Vertretungslehrer, ehe er ein Postgraduiertenstipendium erhielt und zu Beginn des 21. Jahrhunderts am University College Cork unter Alex Davis mit einer Arbeit über W. B. Yeats and Eastern Mysticism promovierte. Er arbeitete einige Jahre an verschiedenen höheren Schulen im Vereinigten Königreich als Latein- und Englischlehrer, darunter dreieinhalb Jahre lang an der St Martha's Catholic School für Mädchen in Hadley Wood im London Borough of Enfield, die mittlerweile zur Mount House School geworden ist. 2013 nahm er ein Sabbathalbjahr, um sich in Irland zu erholen. Unzufrieden mit dem Wandel der Verhältnisse an den Schulen, insbesondere den Evaluationsmethoden von Ofsted, quittierte er schließlich den Schuldienst und veröffentlichte 2014 das Buch Toxic Teaching: How Ofsted, targets and student behaviour have turned a great profession into a nightmare als Kindle-Edition. Darin beklagte er den Stress, dem sowohl die Schüler als auch die Lehrer ausgesetzt seien, weil sie unausgesetzt den von Ofsted gesetzten Zielen hinterherjagen müssten, um nicht mit „desastrous consequences“ bis hin zur zwangsweisen Schulschließung leben zu müssen. Mit wahrer Erziehung und Ausbildung habe dieses System nichts zu tun: „None of this pressure to perform has anything remotely to do with real education which is about developing the whole child, developing independent critical thinking and fostering a love for the subject.“ Spaß und Kreativität blieben auf der Strecke. Das Übel habe seinen Anfang mit Tony Blairs Forderung „Education, education, education“ genommen, die dazu geführt habe, dass das Bildungssystem komplett unterminiert worden sei.
In einem 2015 hochgeladenen Video, in dem Kavanagh Marianne Cantwells Buch Be A Free Range Human und John Williams’ Screw Work, Let's Play. How to Do What You Love and Get Paid for it vorstellte, appellierte er an alle Zuschauer, die im Herzen Musiker seien, ihre Seelen nicht an einen Arbeitgeber zu verkaufen, wenn sie nicht glücklich in ihrem Brotberuf seien, sondern nach Alternativen zu suchen wie er selbst.

### Dr. K.
Die ersten Videos auf seinem YouTube-Kanal wurden 2012 hochgeladen. Es handelt sich dabei zumeist um kurze Boogie-Woogie-Tutorials. Transkriptionen zu den behandelten Riffs, bei denen ihm z. T. Jim Henry behilflich gewesen war, veröffentlichte er in seinen Badass Boogie Bundles, die er zunächst noch über Amazon, später aber nur noch über seine eigene Homepage vermarktete.
Die Tutorialvideos wurden von Kavanaghs Ehefrau Lorainne, der „original camera person“, aufgenommen. Später kamen weitere „camera persons“ hinzu. Kavanagh berichtete im Jahr 2019 rückblickend, dass mit der einfachen Kamera, die in den Anfangszeiten zur Verfügung stand, nur Aufnahmen mit einer Länge von wenigen Minuten möglich waren. Die Tutorials wurden nach Möglichkeit durchgängig, also ohne irgendwelche Schnitte, gefilmt.
Ein Stativ wurde nur selten in Gebrauch genommen. Es gibt einige Aufnahmen, auf denen Kavanaghs Frau zu seiner Begleitung singt. 2014 war geplant, ein Album mit der Dr K Blues Band, die aus Brendan Kavanagh und seiner Frau bestand, aufzunehmen. Es sollte Coverversionen fremder Stücke und einige eigene Songs enthalten. Dieser Plan scheint aber nicht in die Tat umgesetzt worden zu sein.

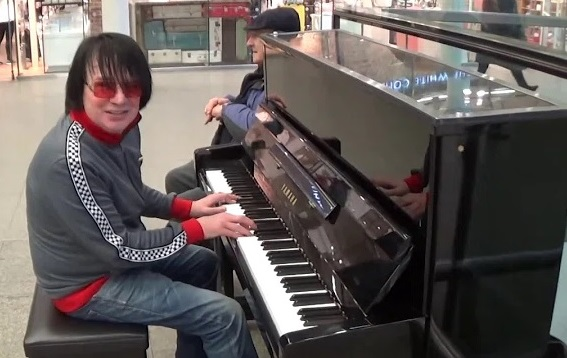
Das Klavier im Bahnhof St Pancras, das Kavanagh oft nutzt. Es wurde von Elton John gestiftet. Hier sitzt Terry Miles an dem Instrument.

Nachdem die technischen Möglichkeiten gegeben waren, ohne größeren Aufwand auch außer Haus längere Aufnahmen zu produzieren und diese hochzuladen, kamen zu Kavanaghs Tutorials Videos ganz anderer Art hinzu: Regelmäßig spielt er an öffentlichen Klavieren, vorzugsweise in London, und lässt sich dabei filmen. Mittlerweile haben diese Auftritte Eingang in eine musikwissenschaftliche Studie gefunden: Luke Jerrams Projekt Play Me, I’m Yours, das nicht nur London zahlreiche Straßenklaviere beschert hat, ist bereits seit 2008 auf Tour und erreichte 2009 London, doch erst im Jahr 2020 bemerkte Uwe Zagratzki, einer der Autoren des Buches Blues in the 21st Century, es sei Mode geworden, öffentliche Klaviere an belebten Orten wie St Pancras aufzustellen. Man sei, wenn man einmal untersuche, welche Musik dort vorzugsweise gespielt werde, „quickly aware of the amount of Boogie Woogie and Blues tunes played free of charge for the pleasure of pedestrians, shoppers and travellers who seemingly relish the entertaining suspension of the big city hustle and bustle“. Diese Aufhebung der Großstadthektik werde „offered by pianists Dr K aka Brendan Kavanagh or Henri Herbert.“ Der Blues, so Zagratzki weiter, verwandle die belebten Schauplätze in „spontaneous fun-places“ und unterdrücke oder unterbreche zumindest „the continuos flow of profit maximisation and urban hectic life“ – allerdings: „at other moments it sells itself for much money and yet has a similar effect on the surroundings as in the case with Blues cruises for the better-of.“
Kavanagh selbst pflegt den Wert der Musik als Kommunikationsmittel und Freudenspender zu betonen und wies in einem Interview mit Jo Good darauf hin, dass die Authentizität eines Live-Auftritts mit einem echten, nicht-digitalen Musikinstrument einen ganz anderen Stellenwert habe als künstlich Erstelltes und beliebig Bearbeitbares.
Kavanagh improvisiert gerne, hat aber auch ein Repertoire von Stücken, die er sehr oft zum Besten gibt. Dazu gehören unter anderem Boogie-Woogie-Versionen von Für Elise, Swanee River, You Are My Sunshine und der Batman-Boogie. Häufig spielt er auch den Honky Tonk Train Blues, Kalinka und Variationen zu Georg Friedrich Händels Passacaglia. Bei Auftritten, die er zusammen mit Terry Miles absolviert, kommt auch oft eine Klavierversion von Dueling Banjos zum Einsatz.
Seine Auftritte werden teils als Livestreams publiziert, teils nachträglich auf YouTube, Facebook etc. hochgeladen. Mittlerweile hat er auf YouTube über zwei Millionen Abonnenten gewonnen. Kavanaghs Kanal gehört zu den 15.000 am häufigsten abonnierten YouTube-Kanälen (Stand: Mai 2023).
Auch die außer Haus aufgenommenen Videos sind in aller Regel technisch unaufwändig gestaltet; bei vielen sind überhaupt keine Schnitte erkennbar, aber mitunter ist noch Kavanaghs Anweisung an die „camera person“, die Aufnahme abzuschließen, zu sehen und zu hören. Perspektivwechsel werden einfach durch Schwenks der von Hand geführten Kamera bzw. durch Bewegungen der „camera person“ herbeigeführt.
Eine Ausnahme stellt das relativ früh entstandene Video dar, in dem Kavanagh – allerdings nicht am Klavier, sondern mit dem Pianoakkordeon – zusammen mit Lir Shilton und Sir. O eine Coverversion von Let’s Twist Again zum Besten gibt. Hierfür wurden Aufnahmen von drei verschiedenen Kameras verwendet; von denen eine auf der Ukulele montiert war, eine sich wohl an der Decke des Cafés befand, in dem die Aufzeichnung vorgenommen wurde, und eine von Hand geführt wurde.
Brendan Kavanagh erscheint bei seinen Auftritten außer Haus mehr oder weniger inkognito. In den frühen Videos, die ihn an öffentlichen Klavieren zeigen, trägt er wie bei den meisten Tutorials Sport- bzw. Freizeitkleidung, in der Regel mit kurzer Hose. Die Filme aus der Zeit um 2016/17 zeigen Kavanagh meist mit einer Lederjacke, Jeans und Aktentasche und häufig mit lackierten Fingernägeln. 2017 begann sich die Figur des „street guy“ zu entwickeln, die zu einem jahrelang genutzten Standardoutfit Kavanaghs führte. Trug der „street guy“ 2017 in Street Guy Plays Piano Like a Boss noch einen hellen Hoodie und keine Brille, so ist er mittlerweile (Stand: Januar 2025) vom typischen Kapuzenpullover oder Marken-T-Shirt über die Cargohose bis hin zu den Stiefeln komplett schwarz gekleidet, hat normalerweise einen Rucksack und mitunter einen Einwegbecher mit Kaffee bei sich und trägt grundsätzlich eine Brille mit sehr dunklen Gläsern.
Neben dem „street guy“ verkörperte Kavanagh einige Jahre lang auch andere Rollen. Am 1. April 2017 lud er das erste von zahlreichen Videos hoch, in denen er Berufskleidung als Verkleidung nutzte und z. B. als Polizist, Bauarbeiter, Feuerwehrmann oder Paketbote auftrat. Er bezeichnete dies im Jahr 2017 als eine Art soziales Experiment und führte 2019 in einem Radio-Interview der BBC am Beispiel eines seiner Auftritte als Bauarbeiter aus, dass er damit eingefahrene Muster und Schablonendenken aufbrechen wolle.
Ferner sei auf seinen YouTube-Videos zu beobachten, dass manche Menschen unwillkürlich den Takt ihrer Schritte änderten, wenn sie an einem in der Öffentlichkeit gespielten Piano vorbeikämen, und dass sie auch von ihren Smartphones aufblickten. Kavanagh betonte außerdem, wie wichtig und erfreulich es für ihn sei, dass speziell Jugendliche, die zunächst die Videos vielleicht nur wegen des Spaßfaktors anschauten, dadurch an einen Musikstil herangeführt würden, der ihnen normalerweise fremd sei, und dass viele Zuhörer auch den Wunsch entwickelten, selbst ein Instrument zu spielen.
Oft tritt er zusammen mit befreundeten Musikern wie Ben Toury, Terry Miles und Anthony Miles auf. Bei seinen Auftritten kombiniert er den Boogie-Woogie häufig mit klassischen, irischen und populären Themen. Viele Auftritte sind inszeniert; auch scheinbar spontane Begegnungen sind oft gestellt. So ist etwa das kleine Mädchen, das auf einem Video aus dem Jahr 2019 zu Melodien aus Mary Poppins zu tanzen beginnt und anschließend von Kavanagh ins Gespräch gezogen wird, dessen eigene Tochter Zoe. Auch in manchen weiteren Videos wurde Zoe noch Jahre später als fremdes Kind ausgegeben.
In seinen gestellten Videos treten neben Kavanagh mitunter professionelle Musiker oder andere Künstler in mehr oder weniger absurden Situationen auf. Mit der Sopranistin Marika Rauscher etwa stellte er 2018 ein ziemlich derangiertes Paar dar, das an einem verstimmten Klavier im Bahnhof St Pancras Schuberts Ave Maria zum Besten gibt. Kavanagh trägt dabei seinen üblichen schwarzen Hoodie mit hochgeschlagener Kapuze, auf seinen Fingern sind Fake-Tattoos mit den Wörtern „hate“ und „love“ zu sehen, wie sie der psychopathische Mörder Harry Powell in Die Nacht des Jägers trägt. Allerdings sind die Seiten vertauscht; bei Kavanagh steht auf der rechten Hand „hate“ und auf der linken „love“. Außerdem sind sämtliche Knöchel beider Hände scheinbar aufgeschürft. Kavanagh spielt in diesem Video ausnahmsweise vom Blatt oder hat zumindest die Noten zum Ave Maria aufgeschlagen vor sich. Marika Rauscher, ebenfalls im schwarzen Hoodie und mit einer schwarzen Mütze, hängt mit kunstvoll verschmiertem Make-Up über dem Klavier, als wolle sie jeden Augenblick umsinken, und spielt mit einem leeren Kaffeebecher, während sie das Lied – mit dem lateinischen Text des Ave Maria – singt, als leide sie unter schwerem Hangover. Im Hintergrund eilen die meisten Passanten vorbei, ohne Notiz von dem seltsamen Paar zu nehmen. Beim Abgang, als Kavanagh Rauscher noch zweimal ermahnt, fortan nicht mehr zu rauchen, ist allerdings aus dem Hintergrund Applaus zu vernehmen. Der spaßhaft irreführende Titel des Videos, Essex Girl Sings Incredible Opera After Rave, verleitete zahlreiche Kommentatoren zu der Anmerkung, das Kunstlied, das hier gesungen worden sei, sei doch keine Oper.
Jüngeren Datums ist z. B. das Video Boogie Woogie Interrupted By Amazon Delivery Guy, das in Kavanaghs Haus in Norfolk gedreht wurde. Hier tritt der Musiker Justin Harmer als angeblicher Amazon-Paketbote auf, nennt dabei aber seinen Klarnamen.
Andere Begegnungen dürften tatsächlich zufällig sein: Findet Kavanagh an den öffentlichen Instrumenten routinierte Musiker vor, so schließt er sich ihnen offenbar oft einfach an und spielt mit ihnen zusammen, wobei er häufig das ursprüngliche Stück in den Boogie-Woogie-Stil überführt oder aus Teilen davon Improvisationen entwickelt.

#### Pranks
Kavanagh dreht häufig auch Prank-Videos. In diesen Filmen täuscht er oft Unwissenheit vor und bittet Personen um Hilfe, das mittlere C auf der Tastatur zu finden oder Noten zu lesen. Die Anwesenheit einer „camera person“ erklärte er eine Zeitlang mit der Behauptung, er habe seiner Mutter zuliebe Klavier geübt und dies solle nun in einem Film dokumentiert werden. Dies erlaubte ihm, während der Aufnahme unverhohlen in die Kamera zu blicken und verbale oder nonverbale Kommentare abzugeben. Der angebliche Neuling sucht sich, wenn ihm das „mittlere C“ gezeigt worden ist, Melodien mit einem oder zwei Fingern zusammen und fängt nach einigen Takten plötzlich an, beidhändig und geläufig zu spielen. Daran schließt sich in aller Regel die Frage an die Hereingelegten an, ob diese mit dem Begriff „Boogie-Woogie“ vertraut sind, woraufhin Kavanagh sie oft einlädt, mit ihm zusammen in diesem Stil zu spielen, indem sie nur mit einem Finger den Grundrhythmus anschlagen. Am Schluss verabschiedet er sich von ihnen meistens mit dem Satz „God bless you“ und der Bemerkung, er brauche jetzt einen Kaffee. Mitunter enden die Videos aber auch damit, dass die um Hilfe Gebetenen Kavanagh weiterhin zu belehren versuchen.
Solche Filme werden von vielen, aber nicht von allen Zuschauern goutiert; einer sprach diesbezüglich gar von einer „dark side“, die Kavanagh habe, und führte ein Beispiel an, bei dem die ahnungslosen Helferinnen den Ort des Geschehens offenbar gekränkt verließen. Auch Kommentatoren des Videos vermerkten, Kavanagh habe hier wohl das Spiel mit dem mittleren C zu weit getrieben. Meist wird aber Kavanaghs Interaktion mit dem Publikum eher gelobt und als herzerwärmend empfunden und sein Umgang mit Störungen führt mitunter zu amüsanten Szenen.

#### Konflikte
Die Ermahnung „Don't bash the piano!“, die er sich 2018 vor laufender Kamera einhandelte, erlangte eine Art Kultstatus.
Die Tatsache, dass bei solchen Videos mitunter nicht oder nur schwer zu erkennen ist, ob reale oder inszenierte Begebenheiten aufgezeichnet wurden, führt manchmal zu erregten Debatten. Mindestens ein Video hat Kavanagh deswegen auch bis auf einen kleinen Ausschnitt wieder von seinem Kanal entfernt. Die Auseinandersetzung mit einem ignoranten Wachmann, gespielt von dem Schauspieler James Beaumont, wirkte offenbar so verstörend, dass nachträglich in einem Interview erklärt werden musste, dass es sich nicht um ein reales Vorkommnis gehandelt hatte.
In Wirklichkeit, so Kavanagh im Januar 2022, habe er Zusammenstöße ernsthafterer Art bei seinen Auftritten in der realen Welt eigentlich noch nie erlebt. Störenfriede seien eher Online-Trolle. Das Äußerste, was ihm einmal passiert sei, sei eine Auseinandersetzung mit dem Sicherheitsdienst im Canary Wharf gewesen. Aber normalerweise heitere der Boogie-Woogie die Menschen eher auf als sie in aggressive Stimmung zu versetzen. Der Vorfall, in dessen Rahmen der Satz „Don't bash the piano!“ fiel, sei eine absolute Ausnahme gewesen.
Rund zwei Jahre nach dieser Äußerung allerdings veröffentlichte Kavanagh kurz nacheinander mehrere Videos, in denen er durchaus in Konfliktsituationen zu sehen war, und erklärte in einem Interview mit James Whale und dessen Co-Moderator Asher Gould die Anziehungskraft, die seine Filme auf das Mainstream-Publikum auf YouTube und ähnlichen Plattformen ausübten: Er sei ein „Outsider“ und gehöre nicht zum „Establishment“. Stars wie Jools Holland und Rod Stewart pflegten ihn nicht zu irgendwelchen Auftritten einzuladen. Aber im Gegensatz zu diesen erreiche er mit seinen Filmen hohe Aufrufzahlen, weil er nicht in einer „kontrollierten“ Umgebung spiele. Außerdem liebe er es nicht, wenn Menschen nicht selbstständig denken könnten, wie „automatons“ agierten und nur einem bestimmten Rollenverhalten folgten, um unsinnige Regeln durchzusetzen.

#### Das „verbotene Klavier“ und die Migrantenfrage
Whale und Gould hatten eine Episode aus einer ganzen Reihe von Videos um das „forbidden piano“ von King’s Cross zum Anlass genommen, Kavanagh zum Interview einzuladen: Eine gereizte Security-Kraft hatte versucht, den Klavierdeckel über den Händen des Pianisten zu schließen.
Begonnen hatte diese Serie im Mai 2023. In der Bahnhofshalle von King's Cross war damals ein neues öffentliches Klavier aufgestellt worden. Es stand frei vor den Räumlichkeiten der London North Eastern Railway (LNER), wurde aber zeitweise ins Kundencenter der LNER geschoben sowie zusätzlich mit Absperrbändern gegen Zugriff gesichert. Kavanagh provozierte alsbald einen Zusammenstoß mit Mitarbeitern des Unternehmens, indem er dort trotzdem auf dem Instrument spielte, und veröffentlichte unter anderem ein Video, das zeigte, wie er danach von einem Polizisten aus dem Bahnhof geleitet wurde.
In den nachfolgenden Wochen und Monaten kehrte er immer wieder zu diesem Klavier zurück. Er spielte zwar nicht mehr in den Räumlichkeiten der LNER, pflegte aber das Klavier umzudrehen, sodass dessen Rückseite dem LNER-Kundenzentrum zugewandt war. Dies hatte bereits zu mehreren teils echten, teils fingierten Auseinandersetzungen mit Angestellten der LNER bzw. des Bahnhofs geführt, ehe Kavanagh die Szene mit dem Klavierdeckel aufnehmen konnte, die dann in Whales Talkshow fast in Dauerschleife lief.
Das Unschöne an Veröffentlichungen dieser Art war die Art und Weise, wie jedes Mal in der Kommentarsektion unter den Videos „Volkes Stimme“ sich erhob. Vielen der Beschäftigten in den Londoner Bahnhöfen war ihr Migrationshintergrund deutlich anzusehen und zum Teil auch anzuhören, und prompt ließen sich Betrachter der Videos zu fremdenfeindlichen Äußerungen hinreißen, bis hin zu Forderungen nach Remigration. Kavanagh selbst kennt und verwendet den Begriff „two-tier policing“. Als er auf einer der Kundgebungen nach der Messerattacke in Southport mit dem Filmemacher und Buchautor Matthew Robinson alias Muhammad Abdul Mateen über Einwanderer sprach, kam dieser zunächst zu dem Schluss, Kavanagh gehöre dem „right wing“ an, bezeichnete ihn gleich darauf jedoch nur noch als „some idiot with a mobile phone“, der sich über die Leute lustig mache.

#### Der „Chinese Incident“ bzw. „Pianogate“

Die Flagge der Volksrepublik China

Weitaus mehr Aufmerksamkeit als diese Videos zog allerdings ein Vorfall auf sich, der sich am 19. Januar 2024 am Elton-John-Piano in St Pancras ereignete und der bald unter dem Begriff „Chinese Incident“ bzw. „Pianogate“ bekannt wurde. Es handelte sich um einen Zusammenstoß mit einer chinesischen Gruppe, die dort, während Kavanagh gerade einen Livestream drehte, ebenfalls filmen wollte und verlangte, nicht auf Kavanaghs Aufnahmen zu erscheinen. Der Konflikt eskalierte, die British Transport Police (BTP) schritt ein und der Streitfall entwickelte politische Dimensionen.
Die Gruppe, die mit roten Schals und Flaggen der Volksrepublik China ausgestattet war, bezichtigte Kavanagh unter anderem rassistischer Äußerungen. Dieser hatte darauf hingewiesen, dass man sich nicht in China befinde, und seinen Standpunkt, dass in Großbritannien das Filmen im öffentlichen Raum gestattet sei, deutlich gemacht. Als eine der Frauen aus der Gruppe erklärt hatte, sie sei „also british“, hatte er sein Erstaunen darüber geäußert, dass sie dann eine Flagge des kommunistisch regierten China in der Hand hielt, und eine Handbewegung in Richtung dieser Flagge gemacht. Das hatte einer der Begleiter der Frau zum Anlass genommen, Kavanagh minutenlang anzuschreien, er dürfe die Frau - die Kavanagh bei der ersten Begegnung von sich aus die Hand geschüttelt hatte - nicht berühren, da er nicht derselben Altersklasse angehöre.
Eine Zweierstreife der BTP hatte die Streitenden zunächst voneinander getrennt und sich in einiger Entfernung von Kavanaghs Kamera die Beschwerden der flaggentragenden Gruppe angehört. Als Kavanagh sich näherte, sorgte eine Polizistin erneut für Distanz zwischen den Parteien, konfrontierte dann den Pianisten mit den Vorwürfen der Gruppe und erklärte, Sätze wie „We are not in China“ könnten die Gefühle von Chinesen verletzen. Kavanagh aber verteidigte sein Recht auf freie Meinungsäußerung und erklärte, seine Äußerungen seien nicht rassistisch, sondern lediglich Feststellungen von Tatsachen und damit „the truth“ gewesen.
Die BTP erklärte später kurz und knapp, ihre Kräfte hätten bei dem Konflikt deeskalierend gewirkt und der ganze Fall werde von der BTP nicht „as a racial offence“ untersucht.

##### Die Folgen
Relativ bald wurden die Hauptbeteiligten an dem Konflikt identifiziert. Es handelte sich keineswegs um Touristen, wie anfangs in der Presse geschrieben worden war.

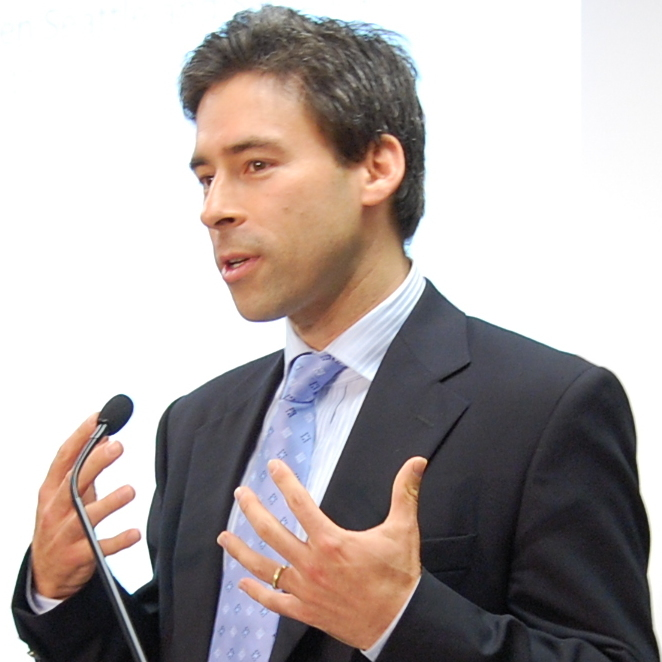
Eric Kaufmann im Jahr 2011

Kavanagh saß drei Tage nach dem Vorfall in der nächsten Talkshow und wurde von Mike Graham und Professor Eric Kaufmann interviewt. Er bezeichnete dabei die Geschehnisse in St Pancras als „comedy of errors“ und als „storm in a teacup“, erklärte aber, die BTP-Angehörige habe ihm „a really hard time“ gegeben, als sie ihn zu politisch korrekter bzw. überkorrekter Sprechweise ermahnt habe: „She thought she was my mom.“ Eric Kaufmann führte aus, welche Kräfte der Rassismusvorwurf selbst in völlig unsinnigem Kontext entwickeln könne, und meinte, „anything which could be construed by the most sensitive person on the planet as being racist“ sei heutzutage ausreichend, „to put you in the dark“. So funktioniere dieser Mechanismus, und es sei interessant, dass selbst die Anhänger der Kommunistischen Partei Chinas wüssten, wie sie diese Waffe gebrauchen könnten.
In einem Interview mit Fox News äußerte Kavanagh sich ausführlicher über den „clash of cultures“, den er in St Pancras erlebt habe. Das Paradoxe an der Situation sei für ihn gewesen, dass die Angehörigen der Gruppe ganz offenkundig die Vorteile des Lebens in der westlichen Welt genössen, aber Vorstellungen und Verhaltensweisen an den Tag gelegt hätten, die damit nicht vereinbar seien. Und ihre Reaktionen auf seine Weigerung, ihren Anweisungen zu folgen und sein Video zu löschen, seien klassisches Gaslighting.
Piers Morgan entlockte Kavanagh in einem weiteren Interview bei TalkTV die mehr oder weniger bestimmte Zusage, eine Woche nach dem Vorfall wieder ans Elton-John-Klavier zurückzukehren. Mittlerweile hatte das Instrument für viele Menschen Symbolcharakter angenommen – für Redefreiheit, gegen China bzw. die Kommunistische Partei Chinas. 
In den sozialen Netzwerken sorgten die Vorkommnisse für viel Furore und zahlreiche Diskussionen.
Die Richtung, die Kavanaghs Argumentation nach dem Vorfall nahm, und die Reaktionen des Publikums sah beispielsweise der Betreiber des YouTube-Kanals „Heart of the Piano“, Bob Rose, kritisch. Es sei bei dem Streit nie um eine generelle Feindschaft Chinas gegenüber der Rede- und Kunstfreiheit in Großbritannien gegangen. Es sei albern, auf einen solchen Zug aufzuspringen, aber zahlreiche Kommentatoren ließen sich nun, verführt von Kavanagh, zu völlig unsinnigen Äußerungen hinreißen.
Unter anderem in chinesischen Netzwerken und Medien wurde die Ansicht vertreten, Kavanagh habe den Konflikt künstlich angeheizt und der Gruppe eine Falle gestellt, um sich selbst als Helden darstellen zu können und den Traffic auf seinem YouTube-Kanal zu steigern. Erst Kavanaghs Verhalten habe die Gruppe in „combative Wolf Warrior nationalists“ verwandelt, wurde ein chinesischer Betrachter des Videos zitiert. Ein britischer Coach für „social skills“ kam in seiner Analyse des Konflikts zwar zu teilweise ähnlichen Ergebnissen, sah allerdings den Pianisten als den Angegriffenen und kam zu dem Schluss, Kavanagh habe einfach deutlich intelligenter agiert als seine Gegner.
Das „Pianogate“-Video erreichte innerhalb der ersten drei Wochen, in denen es online war, allein auf Brendan Kavanaghs YouTube-Kanal etwa zehn Millionen Aufrufe. Dazu kamen zahlreiche Kopien auf anderen Kanälen und Plattformen. Kavanagh selbst hatte dazu aufgerufen, den Film herunter- und, falls er aus seinem YouTube-Kanal gelöscht werden sollte, an anderen Stellen wieder hochzuladen. Er wiederholte diesen Appell, als er dem Publikum im Januar 2025 mitteilte, das Video sei nach erneuten Beschwerden von YouTube gelöscht worden. Daraufhin wurde das Video tatsächlich auf zahlreichen Kanälen erneut hochgeladen.
In den Wochen und Monaten nach dem Zwischenfall mit der Chinesengruppe nutzten Anhänger der 2020 von Guo Wengui und Steve Bannon gegründeten rechten Bewegung New Federal State of China die Prominenz des Klaviers, um regelmäßig für ihr Anliegen zu demonstrieren. Kavanagh ließ sich zunächst von diesen Demonstranten instrumentalisieren und rief z. B. zur Unterstützung Guo Wenguis auf.  Unter Heranziehung eines bereits zwei Wochen alten Artikels über Guo Wengui in der Financial Times distanzierte er sich Ende Juli 2024 von der Gruppierung und erklärte in den nachfolgenden Tagen, er sei völlig unvorbereitet und politisch uninformiert in das Thema der chinesischen Politik hineingeraten. Das Verhalten der Demonstrantengruppe, die seit Monaten das Klavier belagere und seine Arbeit behindere, bezeichnete er als parasitär.
Auf einer Demonstration gegen den geplanten Bau der neuen chinesischen Botschaft in London griff Kavanagh in einer kurzen Rede den Vorfall erneut auf.

### Kavanagh als konservativer Katholik
Kavanagh gehört zu den Anhängern der traditionellen lateinischen Messe nach der Liturgie von 1962. Nachdem am 3. Juli 2024 ein von James MacMillan organisierter Aufruf in der Times erschienen war, der sich unter Bezugnahme auf den Agatha-Christie-Indult von 1971 gegen möglicherweise geplante Einschränkungen dieser Form der Messfeier richtete, gestaltete Kavanagh eine Scheune auf seiner Farm zu einer Privatkapelle um und ließ dort noch im August 2024 die erste lateinische Messe lesen. MacMillan hatte unter anderem argumentiert, der Streit um die Gestaltung der Messe sei mittlerweile zum „issue of religious freedom“ geworden: „It is surely a mark of diversity, inclusion and equity that the Church can celebrate different rites – the Old Dominican rite, the liturgy of the Ordinariate, the rites of our eastern co-religionists, the Novus Ordo and, God willing, the Traditional Latin Mass.“ Papst Franziskus hingegen hatte schon seit Jahren Befürchtungen geäußert, diese Form der Messe könne in ideologischer Weise missbraucht werden. Franziskus hatte für die Erscheinungen, die er befürchtete, das Wort „indietrismo“ („Rückwärtsgewandtheit“) geprägt und erklärt, diese Erscheinung laufe auch den Ideen seiner Vorgänger, die die Feier der traditionellen lateinischen Messe immer mehr von Einschränkungen befreit hatten, zuwider.
Kavanagh hatte nie einen Hehl aus seinem katholischen Glauben gemacht, aber erst die Einrichtung der Privatkapelle und einige Vorkommnisse, die in direktem Zusammenhang damit standen, veranlassten John-Henry Westen, CEO von LifeSiteNews, dazu, ihn zu einem Online-Interview einzuladen. Im Zusammenhang damit wurde über X auch ein Statement veröffentlicht, in dem Kavanagh sich als Fan und regelmäßiger Besucher dieser Website outete und Westen Unterstützung anbot.
Kavanagh hatte zunächst keine Bedenken gehabt, bei der Suche nach Priestern, die in seiner Privatkapelle die Messe lesen sollten, auf die SSPX Resistance zu vertrauen. Das führte dazu, dass ein ehemaliger Geistlicher, der unter dem Verdacht des Kindesmissbrauchs stand, Zugang zu seinem Grundstück, seiner Kapelle und seiner Familie erhielt. Paul Morgan, einst von Marcel Lefebvre ordiniert und später von Richard Williamson zum Bischof geweiht, hatte für diesen Mann gutgesagt. Als Kavanagh Verdacht geschöpft und recherchiert hatte und dann Morgan auf das Vorleben dieses Mannes angesprochen hatte, verweigerte dieser laut Kavanagh jeden Kommentar. Nachdem Kavanagh seinem Unmut über diese Vorkommnisse sowohl gegenüber Morgan als auch gegenüber dem ehemaligen Priester Luft gemacht hatte, wurde er im Frühjahr 2025 wegen „harassment“ angezeigt und verhaftet. Nach einer etwa dreimonatigen Untersuchung wurde das Verfahren wegen „lack of evidence“ eingestellt. Eine zweite Anzeige, die in dieser Zeit gegen Kavanagh erstattet wurde, enthielt die Behauptung, er betreibe auf seinem Grundstück ungenehmigterweise ein Café. Auch sie zog eine Untersuchung nach sich, die allerdings weniger dramatisch ausfiel. Der zuständige weibliche „Planning Enforcement Officer“ erschien nach einer oberflächlichen Internet-Recherche und nach Vorankündigung auf Kavanaghs Grundstück und überzeugte sich durch Augenschein, dass dort kein gastronomischer Betrieb zu finden war.

### Kavanagh als Sänger
Kavanagh ermutigt in manchen seiner Tutorials die Lernenden, zu ihrem Klavierspiel auch zu singen, auch wenn sie, wie er selbst, keine großartigen Sänger seien, und pflegt mitunter, spontane Texte singend, die Geschehnisse während der Aufnahmen mit zufälligen Bekanntschaften zu kommentieren.
Er hat aber auch einige Videoclips veröffentlicht, in denen er weniger spontan als Sänger auftritt: Zusammen mit Terry Miles produzierte er im Jahr 2017 Frightening Levels of Happy und Angry Emoticon. Aus demselben Jahr stammt auch eine Aufnahme seines Songs I'm a Rockabilly Rebel, auf der er sowohl singt als auch Klavier spielt, sowie das Video mit dem Outta Tune Blues.

### Schauplätze und Instrumente

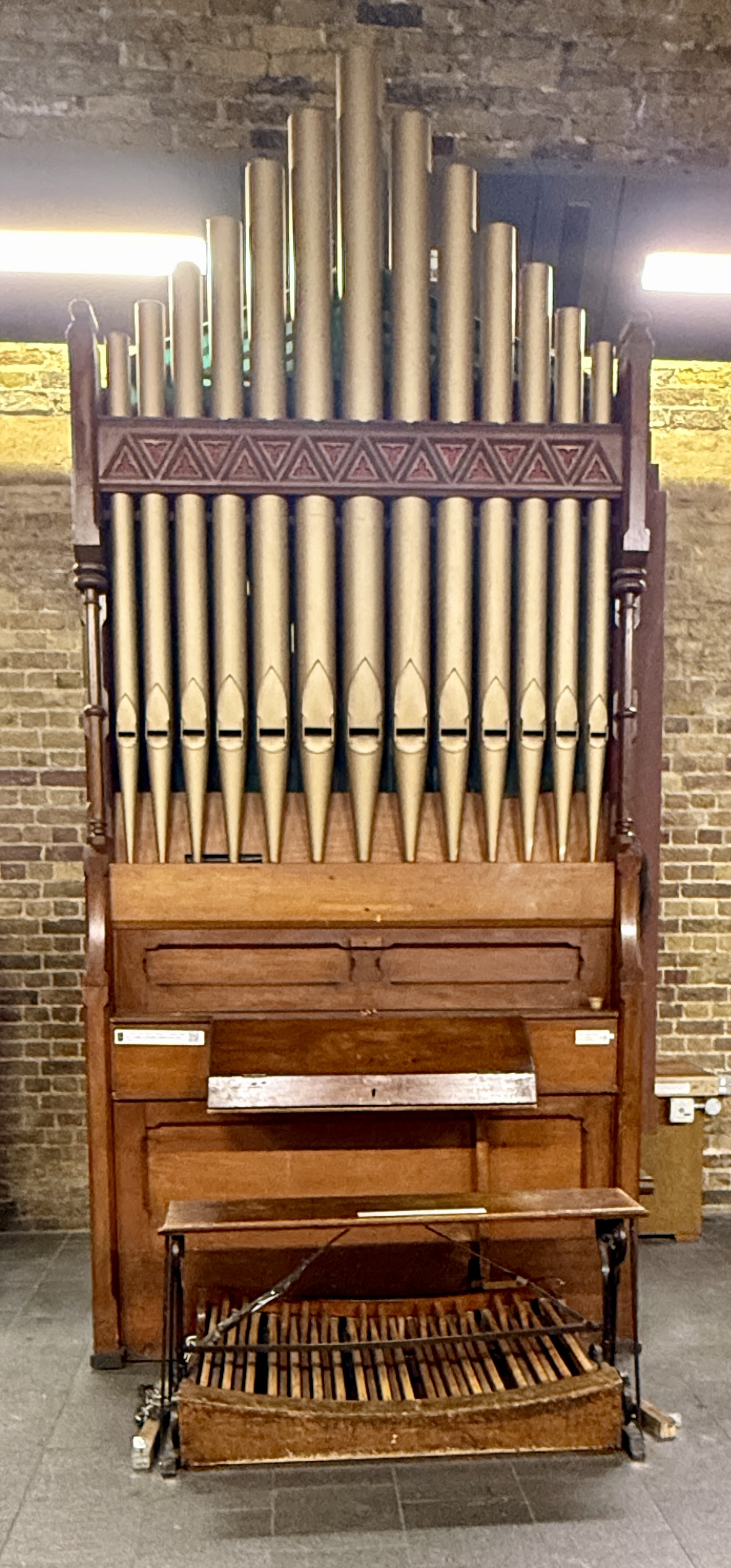
Die öffentliche Orgel im Bahnhof London Bridge

Laut einem BBC-Bericht standen im Jahr 2019 in den Londoner Bahnstationen mindestens 34 öffentliche Klaviere zur Verfügung. Dazu kommen weitere öffentliche Klaviere an vielen anderen Stellen. Brendan Kavanagh hat etliche davon ausprobiert, benutzt aber einige deutlich häufiger als andere. Für das Zusammenspiel mit professionellen Musikerinnen wie Kezia Gill und Ladyva verwendet er, ebenso wie für seine Livestreams aus dem öffentlichen Raum, bevorzugt eines der Instrumente im Bahnhof St Pancras, ein Yamaha-Klavier, das 2016 von Elton John gestiftet wurde. Dieses Instrument wurde allerdings im November 2024 zur Aufarbeitung aus dem Verkehr gezogen, sodass ab diesem Zeitpunkt vorläufig nur noch ein Piano, eine Spende von Andrew Lloyd Webber, in St Pancras zur Verfügung stand. Kavanagh erklärte auf Nachfrage unter einem seiner Videos am 11. Januar 2025, das Elton-John-Piano werde voraussichtlich erst wieder zur Verfügung stehen, wenn die Umbauarbeiten an dem Aufzug, an dessen Schacht es zu stehen pflegte, abgeschlossen seien, was etwa ein Jahr dauern werde.
Für robustere Späße nutzte Kavanagh jahrelang bevorzugt das öffentliche Klavier im Bahnhof von Herne Hill, das im Graffiti-Stil bemalt war. Dort spielt etwa das Video Crowd Gasps at The Craziest Street Piano Jam EVER!, in dem Kavanagh und Terry Miles als schwitzende Bauarbeiter auftreten, die einander abkühlen, indem sie Flaschen auf ihren Köpfen zertrümmern. Auch wenn Kavanagh sich den Scherz erlaubt, eine brennende Zigarette oder Zigarre auf dem Klavier abzulegen, während er spielt, verwendet er das Klavier in Herne Hill, z. B. in Postman Astounds Piano Girl With His Music. An anderen Klavieren hantiert er gelegentlich ebenfalls mit Tabakwaren; dort bleiben diese allerdings unangezündet.
Seit im Jahr 2022 die Battersea Power Station mit öffentlichen Klavieren ausgestattet wurde, pflegt Kavanagh auch dort aufzutreten. Bald nach Nico Brinas Besuch in London im August 2023 begann er außerdem das Klavier im Bahnhof Lewisham zu benutzen.
Die bereits erwähnten Querelen um die Position des „verbotenen Klaviers“ in der Bahnhofshalle von King's Cross führten zur Einladung zum Interview in der Fernsehsendung James Whale Unleashed auf Talk TV, das am 16. Dezember 2023 ausgestrahlt wurde. Im Jahr 2024 wurden in den Bahnhöfen Victoria Station und Waterloo Station neue öffentliche Klaviere aufgestellt, die Kavanagh alsbald nutzte.
Im Sommer 2022 wurde die alte Orgel aus der United Reformed Church in Whetstone im London Borough of Barnet durch die Organisation Pipe Up for Pipe Organs in die Stainer Street, einen Durchgang im Bahnhof London Bridge, transferiert. Seitdem tritt Kavanagh auch dort regelmäßig auf. Die von Henry Jones gebaute Orgel mit 250 Pfeifen stammt aus der Zeit um 1880. Eingeweiht worden war sie an ihrem neuen Standort von Anna Lapwood.

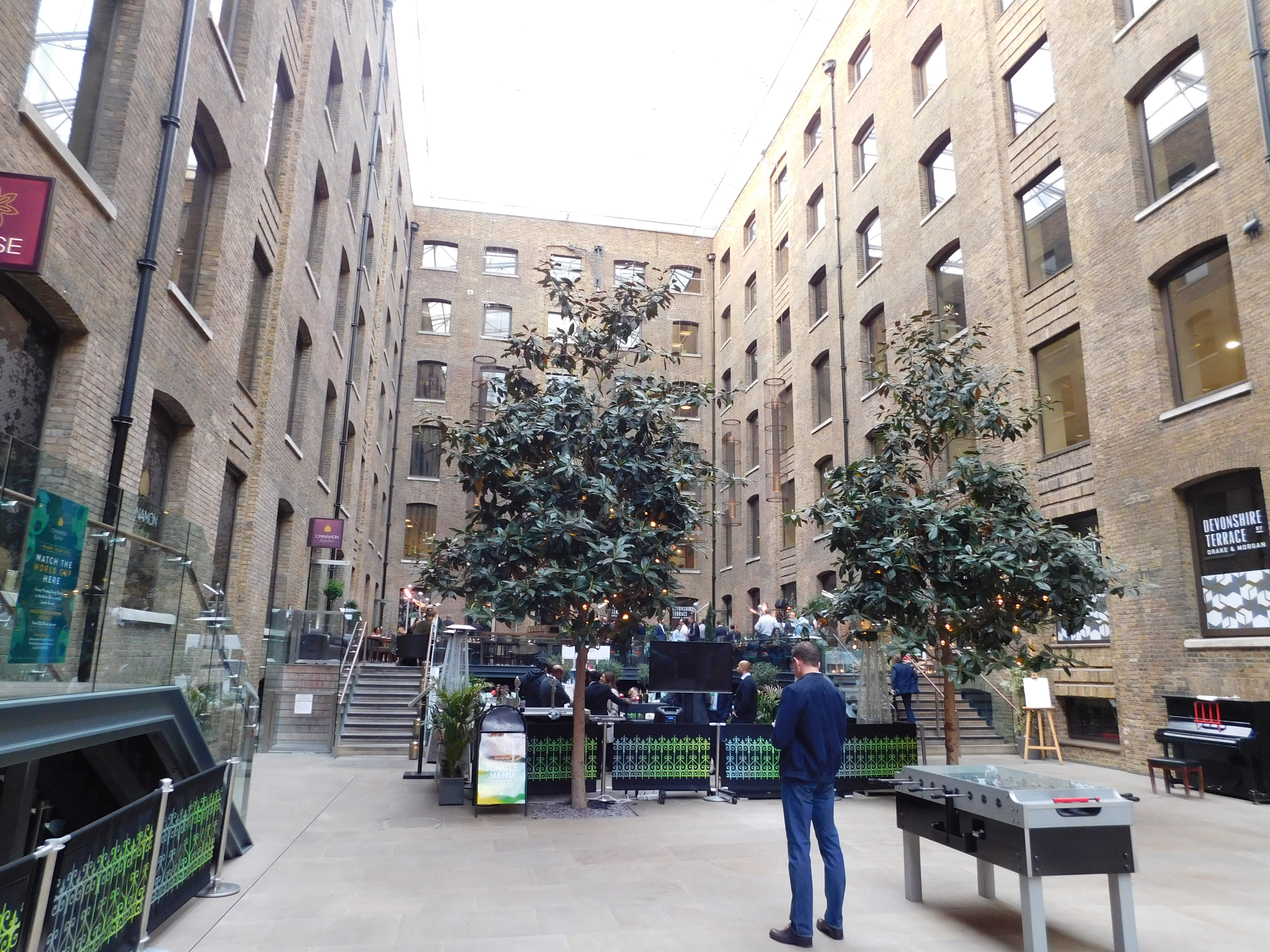
Devonshire Square mit öffentlichem Klavier im Jahr 2018

Die öffentlichen Klaviere in London wurden aufgrund der Corona-Pandemie im Frühjahr 2020 aus dem Verkehr gezogen und größtenteils erst 2021 wieder dauerhaft zur Verfügung gestellt. In der Zwischenzeit musste sich Kavanagh mehr oder weniger auf Aufnahmen beschränken, die er zu Hause produzierte. Verärgert über die häusliche Selbstisolation des vorsichtigeren Terry Miles streamte er allerdings bereits am 13. Juli 2020 eine etwa halbstündige Sitzung unter dem Titel When Rock N Rollers Behave Like Pussycats und nötigte Miles schließlich zu einer Veranstaltung vor dessen Haus, die er als „free, live, and ignoring rules“ bezeichnete. Zu dem Treffen hatte er auch den Aktivisten Danny Shine und andere Personen eingeladen. Das Spiel an einem Korg-D1-Keyboard im Freien wurde als Livestream veröffentlicht. Am 25. Oktober 2020 veröffentlichte er den Livestream A Public Piano is Actually OPEN - Livestream Occurs! vom Devonshire Square aus, wo sich angeblich das einzige noch zugängliche Straßenklavier Londons befand, immer in Erwartung eines „Covid marshals“, der sich aber nicht sehen ließ. Wenige Tage später, kurz vor Beginn des nächsten Lockdowns, streamte er noch einmal vom Devonshire Square aus, danach fanden vorerst keine öffentlichen Auftritte mehr statt. Einen ersten Livestream aus St Pancras nach dem Lockdown übertrug er am 28. Mai 2021.
– Die Lockdownphase war für Kavanagh der Anlass, London im Jahr 2020 den Rücken zu kehren und nach Norfolk umzuziehen. Ende 2022 verlegte er seinen Wohnsitz erneut.
Kavanaghs eigene Instrumente sind vor allem in seinen Tutorials und den Lockdown-Livestreams zu sehen. In Lesson 22: How to play amazing boogie woogie piano zerstört er als Einstieg einen Roland-XP-50-Synthesizer mit einem Hammer, um gegen Massenprodukte und „plastic music“ zu protestieren, und hält anschließend sein Tutorial an dem Keyboard (Casio Privia PX-100), das er in den ersten Lektionen durchgehend benutzt. Mit dem Übergang zu seinen Lektionen für Fortgeschrittene bzw. mit Beginn der Auszeit in Irland 2013 kommt dann ein richtiges Klavier, das von Yamaha gebaut wurde, ins Spiel. Eine Serie von Aufnahmen wurde 2013 nicht in Kavanaghs eigenen Räumlichkeiten, sondern an einem Flügel in der Kerry School of Music gemacht und einige wenige Lektionen erteilte er in seinem irischen Quartier an seinem Yamaha Clavinova. Sonst aber benutzt Kavanagh in den Videos, die nicht in der Öffentlichkeit aufgenommen wurden, (Stand: August 2022) fast ausschließlich sein Yamaha-Klavier.
Kavanaghs Giulietti-Pianoakkordeon, das er schon seit seiner Jugend besitzt, kommt hauptsächlich zu Hause zum Einsatz; es gibt aber auch – neben der Aufnahme mit Lir Shilton und Sir. O und einer Aktion, bei der Kavanagh als Straßenmusiker vor einem Supermarkt in North Finchley steht, – ein Video, in dem er auf einer grünen Weide mit diesem Instrument die Reaktionen einer Rinderherde herausfordert. Etwa seit Februar 2024 benutzt er daneben auch ein weniger gewichtiges Pianoakkordeon der Marke Scandalli, das hin und wieder auch in London zum Einsatz kommt.
In der Privatkapelle ist statt einer Pfeifenorgel ein Keyboard der Marke Technics (SX-PX334) im Einsatz.